# 萘酚平
萘酚平是一种多环有机化合物，分子式C20H22O3，属1-苯基四氢化萘衍生物，具有降血脂作用。